# Asperula bornmuelleri
Asperula bornmuelleri är en måreväxtart som beskrevs av Josef Velenovský och Joseph Friedrich Nicolaus Bornmüller. Asperula bornmuelleri ingår i släktet färgmåror, och familjen måreväxter. Inga underarter finns listade i Catalogue of Life.